# Vega Redonda
Vega Redonda är en ort i Mexiko.   Den ligger i kommunen Martínez de la Torre och delstaten Veracruz, i den sydöstra delen av landet, 230 km öster om huvudstaden Mexico City. Vega Redonda ligger 67 meter över havet och antalet invånare är 458.
Terrängen runt Vega Redonda är platt åt nordost, men åt sydväst är den kuperad. Runt Vega Redonda är det ganska tätbefolkat, med 222 invånare per kvadratkilometer. Närmaste större samhälle är Martínez de la Torre, 3,1 km väster om Vega Redonda. Omgivningarna runt Vega Redonda är en mosaik av jordbruksmark och naturlig växtlighet.